# Prjaschiw
Prjaschiw (ukrainisch Пряжів; russisch Пряжев Prjaschew, polnisch Prażewo) ist ein Dorf in der ukrainischen Oblast Schytomyr mit etwa 1000 Einwohnern.

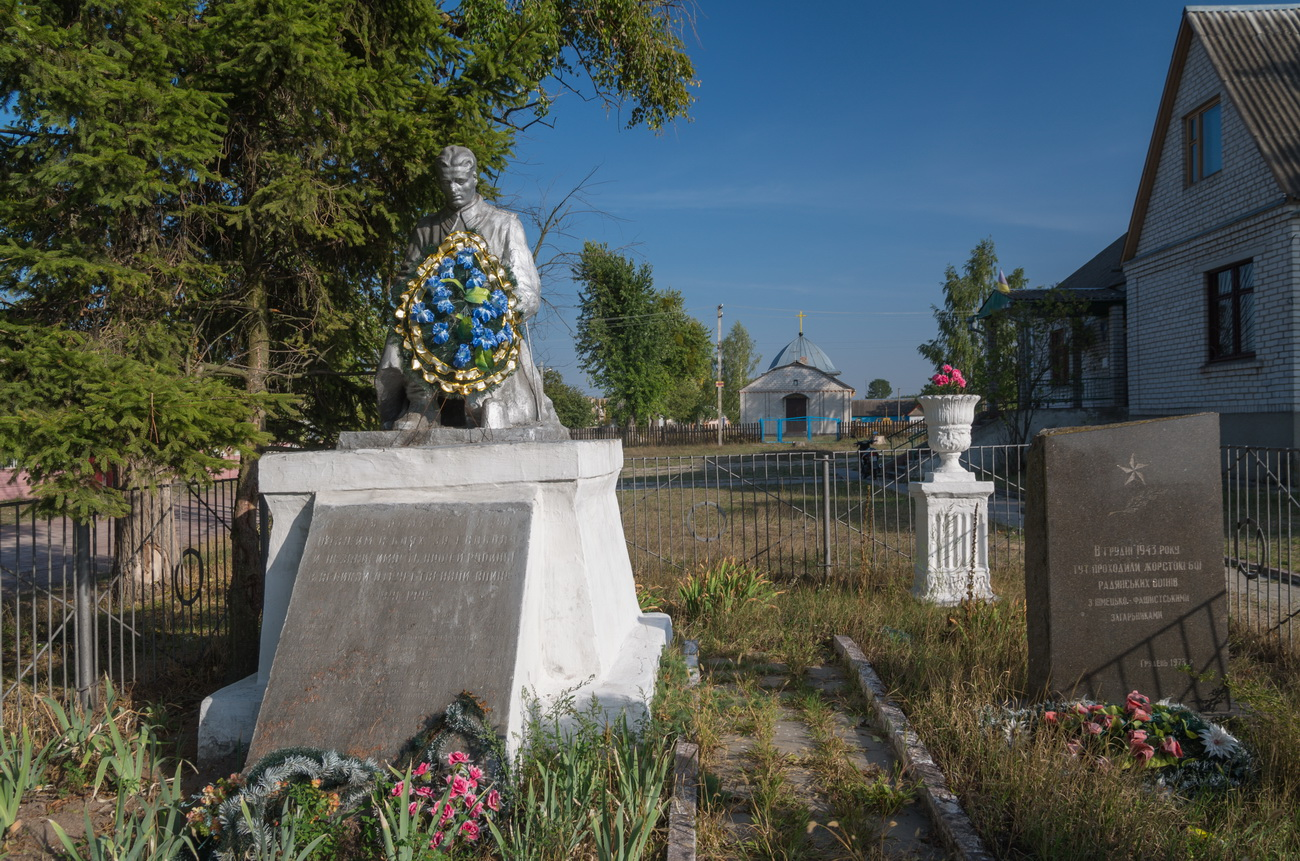
Kriegerdenkmal im Ort

Das erstmals 1584 schriftlich erwähnte Dorf liegt am Ufer der Hujwa, 7 km südlich vom Rajon- und Oblastzentrum Schytomyr entfernt.
Es lag ab 1795 im russischen Gouvernement Wolhynien, war ab 1923 ein Teil der Ukrainischen SSR, seit 1991 dann Teil der heutigen Ukraine.
Am 12. Juni 2020 wurde das Dorf ein Teil der neugegründeten Siedlungsgemeinde Nowohujwynske, bis dahin war es Teil der Landratsgemeinde Sinhury im Zentrum des Rajons Schytomyr.